# Космос-1633
Космос-1633 је један од преко 2400 совјетских вјештачких сателита лансираних у оквиру програма Космос.
Космос-1633 је лансиран са космодрома Плесецк, СССР, 5. марта 1985. Ракета-носач Ф-2 је поставила сателит у орбиту око планете Земље. Маса сателита при лансирању је износила 2200 килограма. Космос-1633 је био сателит намијењен за електронско извиђање, јављање и навођење.